# Ариньяно
Ариньяно (італ. Arignano, п'єм. Argnan) — муніципалітет в Італії, у регіоні П'ємонт,  метрополійне місто Турин.
Ариньяно розташоване на відстані близько 510 км на північний захід від Рима, 16 км на схід від Турина.
Населення — 1057 осіб (2014).
Щорічний фестиваль відбувається третьої неділі вересня. Покровитель — San Remigio.

## Демографія
Населення за роками:

Станом на 1 січня 2023 року в муніципалітеті офіційно проживали 43 іноземці з 7 країн, серед них 27 громадян країн Євросоюзу та 1 громадянин України.

## Сусідні муніципалітети
- Андецено
- К'єрі
- Марентіно
- Момбелло-ді-Торино
- Монкукко-Торинезе
- Рива-прессо-К'єрі